# Teucholabis (Teucholabis) yezoensis
Teucholabis (Teucholabis) yezoensis is een tweevleugelige uit de familie steltmuggen (Limoniidae). De soort komt voor in het Palearctisch gebied.